# Март
Март је трећи месец у години и има 31 дан. Почетак пролећа се обележава 20. дана, који се назива равнодневицом, јер су тада обданица и ноћ једнаки, равни. Почетак месеца по јулијанском календару почиње 14-тог дана грегоријанског календара. По Црквеном рачунању циклуса времена је седми месец.
Персонификација месеца је Баба Марта. Због променљивог времена, у коме се у једном дану могу изређати годишња доба, месец може бити назван "варљиви март".

## Порекло речи или етимологија
Март је добио име по римском божанству рата - Марсу (Martius), први месец најранијег римског календара. Име је добио по Марсу, римском богу рата и претку римског народа преко његових синова Ромула и Рема. Његов месец Martius је био почетак сезоне ратовања, а фестивали који су се одржавали у његову част током месеца су били по узору на оне у октобру, када се сезона ових активности приближила крају. Martius је остао први месец римске календарске године можда све до 153. п. н. е., и неколико верских обреда у првој половини месеца су првобитно биле прославе нове године. Чак и у касној антици, римски мозаици који су приказивали месеце понекад су и даље постављали прво март.
Март се код Срба, као и код неких словенских народа назива још и БЛАГОВЕШТЕЊСКИ МЕСЕЦ, МАРТА, СУХИ, БРЕЗЕН и ЛЕТНИК, а у старосрпском и ДЕРИКОЖА; био је познат и као "Ветрени". Преко цркве су у српски народ ушли латински називи за месеце, а њихови гласовни ликови показују да су прошли кроз грчко посредство. Хрвати га називају ОЖУЈАК, Бугари и ЧИТЕМ, Словенци и СУШЕЦ слично старословенском и српском СУХИ, Чеси и Срби БРЕЗЕН, слично Украјинцима БЕРЕЗЕН. Белоруси га зову САКАВІК, а староруси ПРОТАЉЊИК.
Дан 1. март је у Русији започињао бројну годину до краја 15. века. Велика Британија и њене колоније наставили су да користе 25. март до 1752. године, када су коначно усвојили грегоријански календар (фискална година у УК наставља да почиње 6. априла, у почетку идентично 25. марту у бившем јулијанском календару). Многе друге културе, на пример у Ирану или Етиопији, још увек славе почетак Нове године у марту.
Старе римске славе које се славе у марту укључују Agonium Martiale, који се слави 1. марта, 14. марта и 17. марта, Матроналија, која се слави 1. марта, Јуноналија, која се слави 7. марта, Еквирија, која се слави 14. марта, Мамуралија, која се слави 14. марта или 15. марта, Хиларија 15. марта и затим до 22–28. марта, Аргеј, празнује се 16–17. марта, Либералија и Баханалија, слави се 17. марта, Квинкватрија, прославља се 19–23. марта, и Тубилустриум, празнује се 23. марта. Ови датуми не одговарају савременом грегоријанском календару.

## Друга имена
На финском, месец се зове maaliskuu, за који се верује да потиче од maallinen kuu. Ово последње значи земљани месец и може се односити на прву појаву „земље“ испод зимског снега. На украјинском се месец зове березень/berezenʹ, што значи бреза, а на чешком březen. Историјски називи за март укључују sаксонски Lentmonat, назван по мартовској равнодневици и постепеном продужавању дана, и евентуални имењак Великог поста. Саси су март такође звали Rhed-monat или Hreth-monath (долази од њихове богиње Редам/Рет), а Англи су га звали Hyld-monath.
На словеначком је традиционални назив sušec, што значи месец када се земља довољно осуши да је могуће обрађивати је. То име је први пут уписано 1466. године у шкофјелошки рукопис. Коришћени су и други називи, на пример brezen и breznik, „месец бреза“. Турска реч Mart је дата по имену бога Марса.

## Мартовски симболи
- Мартовско родно камење је аквамарин и крвни камен. Ово камење симболизује храброст.
- Мартовски родни цвет је нарцис.[21]
- Знаци зодијака за месец март су Рибе до приближно 20. марта и Ован од приближно 21. марта надаље.[22]

## Верски календари

### Хришћански празници
- Велики празници или црвено слово
- Србљак
- Житије Светих за Март

### Јеврејски празници
- Пурим - 20. март 2011.

## Историјски догађаји
- 1941. године војним ударом у Београду оборена Влада Краљевине Југославије која је потписала приступање земље фашистичким силама.
- 1948. године отпочео сукоб Југославије и Совјетског Савеза.
- 1953. године умро Јосиф Висараонович Џугашвили Стаљин, лидер Совјетског Савеза.
- 1981. године на Косову избили велики протести Албанаца који су угушени силом.
- 1989. године усвојени амандмани на Устав Србије који су покрајинама одузели елементе државности.
- 1991. године у Београду бруталном силом разбијене прве опозиционе демонстрације против режима Слободана Милошевића.
- 1999. године отпочело НАТО бомбардовање СР Југославије.
- 2003. године убијен премијер Србије Зоран Ђинђић.
- 2004. године на Косову се догодио велики погром над Србима.
- 2006. године у Хагу умро бивши југословенски и српски председник Слободан Милошевић.